# Wenzel Bürger
Wenzel Bürger (* 27. September 1869 in Gabel; † 25. April 1946 in Hochweitzschen bei Döbeln) war ein deutscher Architekt, der ab 1893 in Chemnitz lebte und arbeitete. In seinem breitgefächerten, unterschiedlichste Bauaufgaben umfassenden Werk ist die zeittypische stilistische Entwicklung vom Historismus zur beginnenden Moderne ablesbar. Etliche seiner frühen Bauten gehören zum anerkannten architektonischen Erbe der Stadt Chemnitz.

## Leben
Wenzel Bürger wurde 1869 in der böhmischen Stadt Gabel als Sohn eines Maurermeisters geboren. Sein Architekturstudium absolvierte er vermutlich in Berlin. 1893 begann Bürger seine berufliche Tätigkeit in Chemnitz, im Haus Zwickauer Straße 75 eröffnete er zunächst ein „Atelier für Architektur“. Später verlegte er sein Büro in das Erdgeschoss seines eigenen Wohnhauses, Stollberger Straße 19. Zeitweise war er mit dem in Wien ausgebildeten Architekten Karl Johann Benirschke assoziiert.
Im Frühjahr 1897 gewann Wenzel Bürger den 1. Preis im Architektenwettbewerb für die Chemnitzer Synagoge, an dem sich 78 Architekten beteiligten. Die Synagoge wurde unter seiner Bauleitung bis zum März 1899 im Stil der Neoromanik errichtet. Im Mai 1897 heiratete er in Dresden Hulda geb. Vesper, aus dieser Verbindung gingen zwei Kinder hervor.
In den Jahren bis zum Ersten Weltkrieg entstanden, zum Teil in Zusammenarbeit mit Benirschke, eine Reihe von Repräsentativbauten, zunächst im nationalromantischen Stil, später in einem gemäßigten Jugendstil. Typisch für die Bauten waren stark gegliederte Fassaden, Galerien, Treppentürme und turmartige Erker.
Auch im Bereich des Schulbaus ist ein interessanter Beitrag Bürgers zur Chemnitzer Baugeschichte erhalten, so ist das dreigeschossige Gebäude der damaligen 2. Katholischen Bürgerschule auf dem Sonnenberg auf seinen 1902 vorgelegten Entwurf zurückzuführen. Die Bauzeit für dieses damals zu den modernsten Schulneubauten in Deutschland zählende Jugendstilgebäude betrug weniger als ein Jahr. Seit 1999 beherbergt das traditionsreiche Schulgebäude das Evangelische Schulzentrum. Zeitgleich entwarf er einen Schulneubau in Einsiedel (heute ein Ortsteil von Chemnitz).
Zusammen mit Benirschke errichtete Bürger vor 1908 das neue Fabrikgebäude des 1883 gegründeten Unternehmens Gebrüder Becker an der Annaberger Straße; dieser monumentale Bau ging später auf die Schubert & Salzer AG über und wurde bei den schweren Luftangriffen im Frühjahr 1945 weitgehend zerstört. Ebenso wenig erhalten ist ein 1918 von Bürger erbautes Fabrikgebäude der Pöge Elektrizitäts-AG im Stadtteil Altchemnitz.
Das neue Geschäftshaus des Verlags der Tageszeitung Chemnitzer Neueste Nachrichten an der Annaberger Straße, das am 1. Juli 1908 eingeweiht wurde, entstand unter Mitarbeit des Dresdner Architekten Rudolf Bitzan (1872–1938). Wenige Jahre später wurde nach Bürgers Entwurf das Metropol-Theater an der Zwickauer Straße erbaut. Mit der Bauaufgabe eines Theaters hatte er bereits 1909 bei seiner Teilnahme am Wettbewerb für das Deutsche Theater in Dorpat (heute: Tartu, Estland) Erfahrungen sammeln können.
Erhalten sind auch verschiedene von Bürger entworfene und ausgeführte großbürgerliche Villen. Die 1906 entstandene und stilistisch dem Jugendstil zuzuordnende Villa Am Feldschlösschen in Chemnitz-Kappel, freistehend in erhöhter Lage auf einem 3000 Quadratmeter großen Grundstück, diente bis 1945 als Wohnhaus des Direktors der nahen Brauerei. In Zusammenarbeit mit Benirschke errichtete Wenzel Bürger 1907 auf dem Grundstück Parkstraße 13 eine Villa für den Gießereibesitzer Gustav Krautheim. 1909 wurden die Villa Hempel (heute Villa Oscar Freiherr von Kohorn zu Kornegg, Parkstraße 35) und die Villa Riemann (Dietzelstraße 25, heute Hofer Straße) fertiggestellt.
Weit außerhalb der Chemnitzer Region wurde 1906–1907 nach einem siegreichen Wettbewerbsentwurf von Wenzel Bürger in Kufstein (Tirol, Österreich) ein imposantes Sparkassen- und Postgebäude errichtet.
Neben seiner beruflichen Tätigkeit erarbeitete Bürger auch ein weitblickendes Konzept zur Entlastung des innerstädtischen Verkehrs, das unter dem Titel „Ein kühner Plan – Die Entlastung der inneren Stadt“ in einer Beilage zum Chemnitzer Anzeiger vom 13. Dezember 1925 publiziert wurde.
Nach der Zerstörung seines Hauses auf dem Kapellenberg am 5. März 1945 zog Wenzel Bürger nach Döbeln, wo seine Tochter lebte. Er starb am 25. April 1946 in der Heil- und Pflegeanstalt Hochweitzschen.

## Bauten und Entwürfe (Auswahl)
- 1897–1899: Synagoge in Chemnitz, Stephanplatz (nach Wettbewerbsgewinn; in der Pogromnacht vom 9./10. November 1938 in Brand gesteckt und später abgetragen)[1]
- 1899–1901: Städtische Bürgerschule und Turnhalle in Schluckenau - Šluknov, T. G. Masaryka 678 und 683[2]
- 1900: Fabrikgebäude für Rowac (Robert Wagner, Chemnitz) in Chemnitz-Altchemnitz, Annaberger Straße 282a (seit 1996 unter Denkmalschutz, heute Bemefa Metallmöbel)[3]
- 1900: Wohn- und Geschäftshaus Buchholzer Straße 32 in Annaberg (1911 erheblich verändert; unter Denkmalschutz)
- 1900–1902: Wohn- und Geschäftshaus Wolkensteiner Straße 2a in Annaberg (1935 verändert; unter Denkmalschutz)
- 1903–1904: 2. Katholische Bürgerschule in Chemnitz, Amalienstraße (heute Tschaikowskistraße) 49 (1999 restauriert)
- 1904: Wettbewerbsentwurf für das Stadttheater in Gablonz (prämiert mit dem 2. Preis, nicht ausgeführt)[4]
- 1904: Deutsche Realschule in Teplitz (heute Gymnasium Teplice[5])
- Wettbewerbsentwurf 1904, Ausführung 1906–1907: Postamt und Sparkasse in Kufstein (mit Benirschke)
- 1907: Wohnhaus für den Fabrikanten Gustav Krautheim in Chemnitz, Parkstraße 13 (mit Benirschke; 1945 zerstört)
- 1907–1908: Direktorenvilla Am Feldschlösschen in Chemnitz-Kappel (1996 restauriert, heute Villa Hueber)
- vor 1908: Gebäude der Handschuhfabrik Gebrüder Becker in Chemnitz, Annaberger Straße 77 (mit Benirschke; 1945 weitgehend zerstört)
- 1908: Verlagshaus der Chemnitzer Neuesten Nachrichten in Chemnitz, Annaberger Straße 24 (mit Bitzan; stark verändert; heute „Weltecho“)
- 1909: Wohnhaus für den Fabrikanten Hempel in Chemnitz, Parkstraße 35 (ab 1918 Villa Kohorn, 2004–2007 restauriert)
- 1909: Wohnhaus für den Fabrikanten Riemann in Chemnitz, Dietzelstraße (heute Hofer Straße) 25 (mit Benirschke)
- 1912: Bellak-Villa in Jägerndorf - Krnov, Revoluční 893/46[6]
- 1912–1913: Metropol-Theater (nach 1918 Metropol-Lichtspiele) in Chemnitz, Zwickauer Straße 11[7]
- 1918: Fabrikgebäude für die Hilfsgerätefabrik der Pöge Elektricitäts-AG in Chemnitz-Altchemnitz.
- 1920: Wettbewerbsentwurf für die Ausgestaltung der Schauseiten des Marktplatzes und des Holzmarkts in Chemnitz (angekauft)[8]

## Galerie seiner Bauten

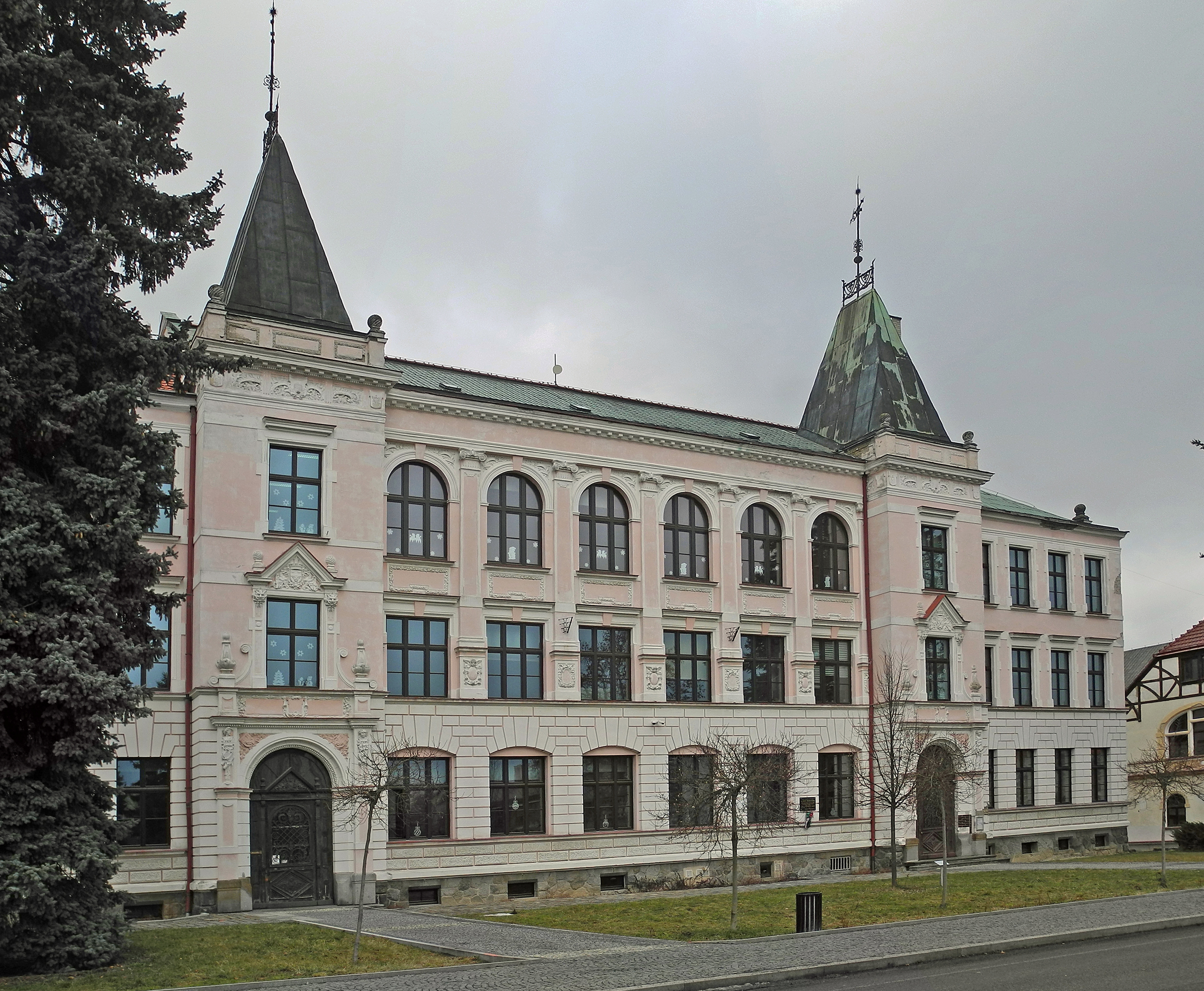
Bürgerschule in Schluckenau
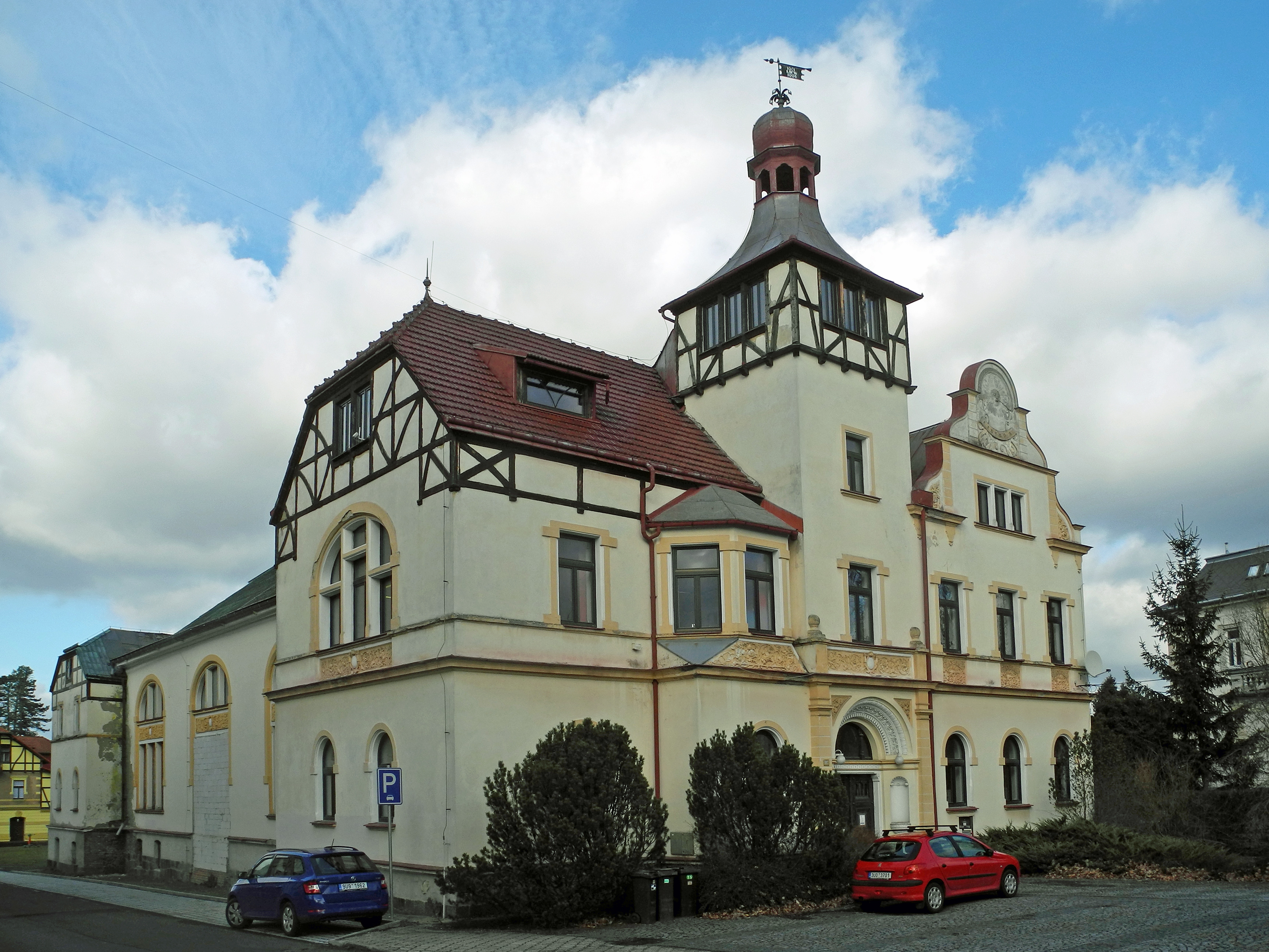
Ehem. Turnhalle in Schluckenau
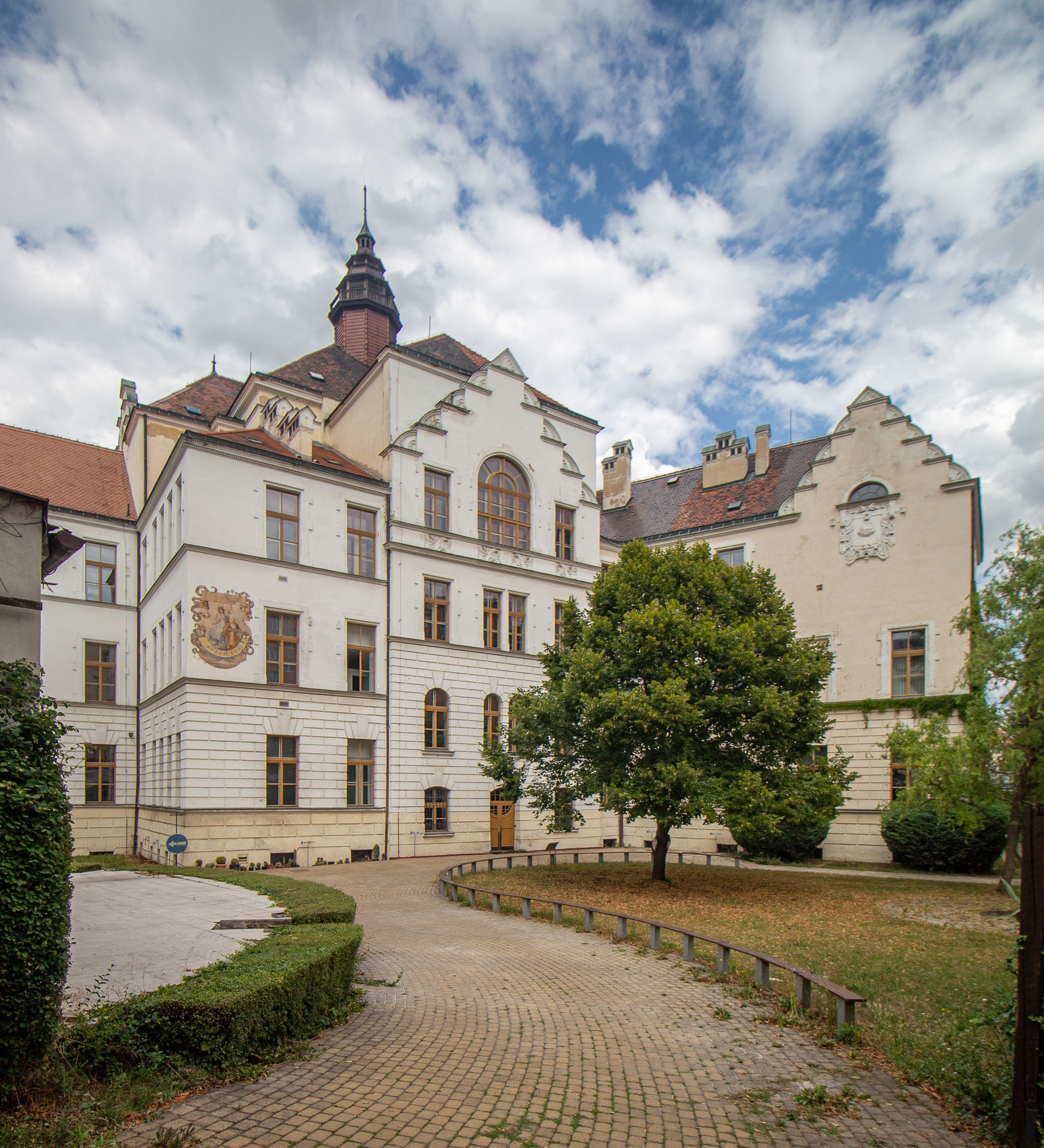
Gymnasium in Teplitz
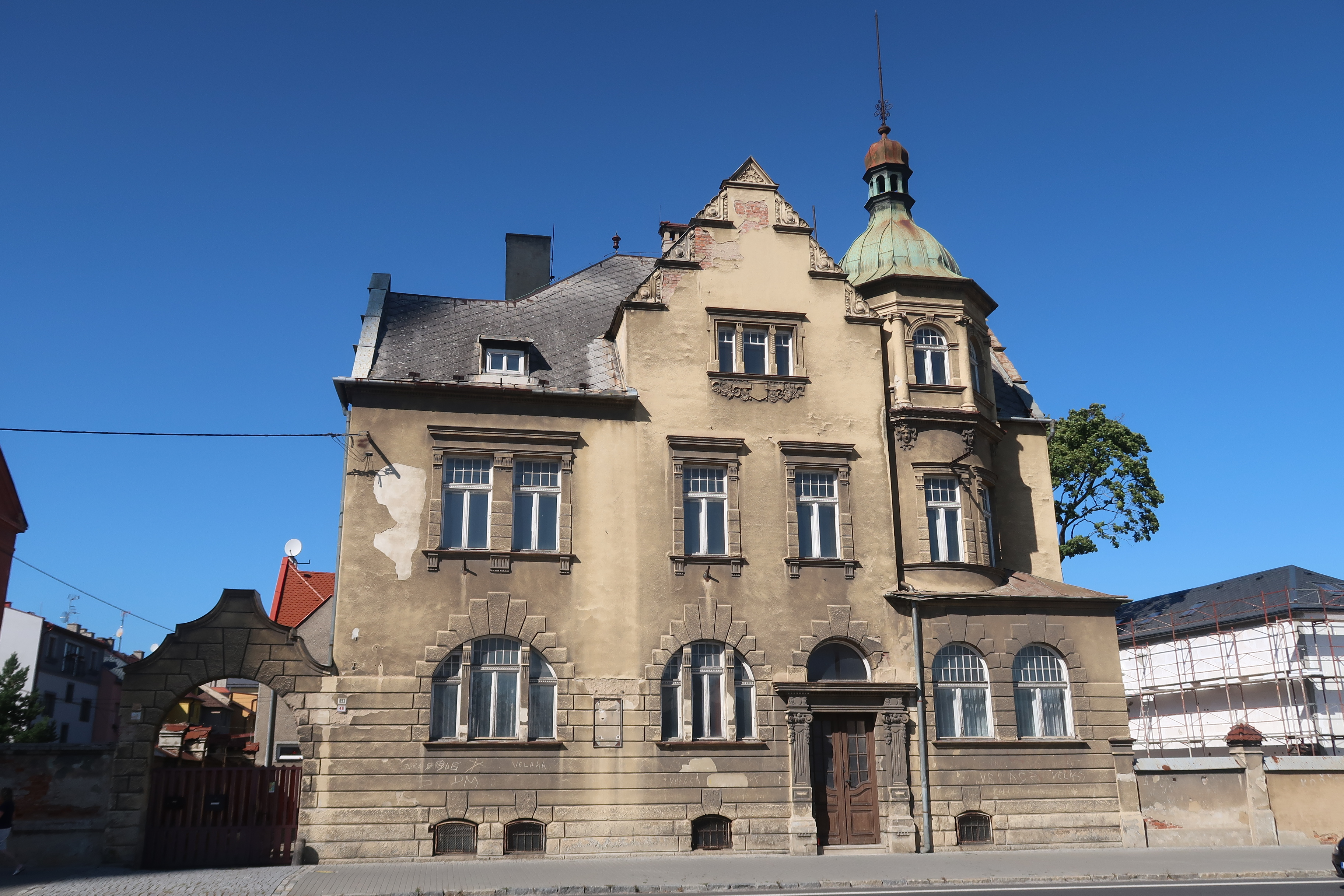
Bellak-Villa in Jägerndorf